# Нуксис
Ну̀ксис (на италиански: Nuxis; на сардински: Nucis, Нучис) е село и община в Южна Италия, провинция Южна Сардиния, автономен регион и остров Сардиния. Разположено е на 196 m надморска височина. Населението на общината е 1657 души (към 2010 г.).